# Gilbert Stork
Pour les articles homonymes, voir Stork (homonymie).
Gilbert Stork (né le 31 décembre 1921 à Ixelles en Belgique et mort le 21 octobre 2017) est un chimiste belge naturalisé américain.
Il a découvert la réaction qui porte son nom : réaction de Stork (addition de Michael avec une énamine comme nucléophile).

## Biographie
Gilbert Stork étudia à l’université de Floride, avant de faire un PhD à l’université du Wisconsin à Madison. Il fut professeur de chimie à l’université Harvard quelques années, pour devenir ensuite professeur à l’université Columbia en 1953.
Gilbert Stork a contribué au développement de nombreuses synthèses chimiques, en plus de celle qui porte son nom.

## Récompenses
- 1957 : ACS Award in Pure Chemistry
- 1980 : prix Arthur C. Cope et médaille William-H.-Nichols
- 1982 : NAS Award in Chemical Sciences et prix Willard-Gibbs
- 1983 : National Medal of Science
- 1995 : prix Wolf